# Mika Kawamura
Mika Kawamura (川村 美香?, Kawamura Mika; Aichi, 5 agosto 1973) è una fumettista giapponese, principalmente conosciuta per UFO Baby.

## Biografia
Nasce ad Aichi, in Giappone, nel 1973 ed è la sorella maggiore di Mizuki Kawamura.

## Opere
- Momo ni Kiss! (桃にキッス！?, Momo ni kissu!) – volume unico, 1994
- Taiho shite Mi~na! (タイホしてみーな！?, Taiho shite Mīna!) – 3 volumi, 1995-1996
- Awasete Ippon! (あわせて1本！?, Awasete Ippon!) – 3 volumi, 1996-1997
- UFO Baby (だぁ！だぁ！だぁ！?, Daa! Daa! Daa!) – 9 volumi, 1998-2002
- UFO Baby! 2 - Le nuove avventure di Lou (新☆だぁ！だぁ！だぁ！?, Shin ☆ Daa! Daa! Daa!) – 2 volumi, 2002-2003
- Il principe dei ghiacci (こんちあーす！?, Konchi āsu!) – storia breve, 2003. Inclusa in Happy Ice Cream!, volume 2.
- Happy Ice Cream! (ハッピーアイスクリーム！?, Happī Aisu Kurīmu!) – 3 volumi, 2003-2004
- Panic x Panic (ぱにっくXぱにっく?, Panikku X Panikku) – 2 volumi, 2005
- I segreti dei ragazzi (♂のコのヒミツ?, ♂ no ko no himitsu) – storia breve, 2005. Inclusa in Panic x Panic, volume 1.
- Celebrità per un giorno (セレブな彼女?, Serebuna kanojo) – storia breve. Inclusa in Panic x Panic, volume 2.
- Annin Musume (杏仁小娘?, Annin Musume) – volume unico, 2006